# Női 100 méteres mellúszás a 2015. évi nyári európai ifjúsági olimpiai fesztiválon
A 2015. évi nyári európai ifjúsági olimpiai fesztiválon az úszás női 100 méteres mellúszás versenyeit július 29. és július 30. között rendezték a Tbilisziben.

## Rekordok
A versenyt megelőzően a következő rekordok voltak érvényben:
| EYOF rekord | Ruta Meilutyte (Litvánia) | 1:07.96 | Trabzon, Törökország | 2011 |

## Előfutamok
Az összesített eredmények alapján a legjobb időeredménnyel rendelkező 16 úszó jutott az elődöntőbe. Az elődöntőben egy nemzet csak egy versenyzővel képviseltethette magát.
| H  | Név                      | Nemzet              | E       | Mj |
| -- | ------------------------ | ------------------- | ------- | -- |
| 1  | Katie Ann Robertson      | Egyesült Királyság  | 1:12.34 | Q  |
| 2  | Tina Celik               | Szlovénia           | 1:12.46 | Q  |
| 3  | Hannah Brunzell          | Svédország          | 1:12.59 | Q  |
| 4  | Ekaterina Mikhaylova     | Oroszország         | 1:12.81 | Q  |
| 5  | Vanessa Cavagnoli        | Olaszország         | 1:12.85 | Q  |
| 6  | Niamh Coyne              | Írország            | 1:13.63 | Q  |
| 7  | Anna Fehlinger           | Németország         | 1:14.11 | Q  |
| 8  | Fleur Vermeiren          | Belgium             | 1:14.50 | Q  |
| 9  | Labán Eszter             | Magyarország        | 1:14.59 | Q  |
| 10 | Nika Zorko               | Szlovénia           | 1:14.60 |    |
| 11 | Anastasiya Vaskevich     | Fehéroroszország    | 1:15.00 | Q  |
| 12 | Emilia Flyckt            | Finnország          | 1:15.03 | Q  |
| 13 | Anastasiia Krasina       | Ukrajna             | 1:15.34 | Q  |
| 13 | Emina Pasukan            | Bosznia-Hercegovina | 1:15.34 | Q  |
| 15 | Elena Onieva Henrich     | Svájc               | 1:15.43 | Q  |
| 16 | Rosey-Aenne Metz         | Hollandia           | 1:15.44 | Q  |
| 17 | Agnieszka Rutkowska      | Lengyelország       | 1:15.66 | Q  |
| 18 | Claire Verkijk           | Hollandia           | 1:15.96 |    |
| 19 | Nicol Berkovich          | Izrael              | 1:16.01 | T1 |
| 20 | Emily Charlotte Feldvoss | Németország         | 1:16.04 |    |
| 21 | Marika Hudcova           | Csehország          | 1:16.17 | T2 |
| 22 | Marianne Emi Mueller     | Svájc               | 1:16.33 |    |
| 23 | Miroslava Zaborska       | Szlovákia           | 1:16.35 |    |
| 24 | Kotryna Teterevkova      | Litvánia            | 1:16.51 |    |
| 25 | Emma Moloney             | Írország            | 1:16.57 |    |
| 26 | Meri Mumladze            | Grúzia              | 1:16.62 |    |
| 27 | Victoria Ziebart         | Ausztria            | 1:16.66 |    |
| 28 | Aino Ruottu              | Finnország          | 1:16.82 |    |
| 29 | Karla Kvesic             | Horvátország        | 1:16.91 |    |
| 30 | Buse Alemdar             | Törökország         | 1:16.96 |    |
| 31 | Rusudan Goginashvili     | Grúzia              | 1:17.16 |    |
| 32 | Michaela Gogelova        | Csehország          | 1:17.23 |    |
| 33 | Malene Rypestoel         | Norvégia            | 1:19.11 |    |
| 34 | Marija Goberga           | Lettország          | 1:19.40 |    |

## Elődöntők
Az összesített eredmények alapján a legjobb időeredménnyel rendelkező 8 úszó jutott a döntőbe. A döntőben egy nemzet csak egy versenyzővel képviseltethette magát.
| H  | Név                  | Nemzet              | E       | Mj |
| -- | -------------------- | ------------------- | ------- | -- |
| 1  | Katie Ann Robertson  | Egyesült Királyság  | 1:11.58 | Q  |
| 2  | Tina Celik           | Szlovénia           | 1:11.83 | Q  |
| 3  | Hannah Brunzell      | Svédország          | 1:12.24 | Q  |
| 4  | Ekaterina Mikhaylova | Oroszország         | 1:12.33 | Q  |
| 5  | Emilia Flyckt        | Finnország          | 1:12.62 | Q  |
| 6  | Niamh Coyne          | Írország            | 1:12.75 | Q  |
| 7  | Anna Fehlinger       | Németország         | 1:13.11 | Q  |
| 8  | Vanessa Cavagnoli    | Olaszország         | 1:13.72 | Q  |
| 9  | Labán Eszter         | Magyarország        | 1:14.12 | T1 |
| 10 | Emina Pasukan        | Bosznia-Hercegovina | 1:15.20 | T2 |
| 11 | Elena Onieva Henrich | Svájc               | 1:15.28 |    |
| 12 | Rosey-Aenne Metz     | Hollandia           | 1:15.30 |    |
| 13 | Fleur Vermeiren      | Belgium             | 1:15.46 |    |
| 13 | Anastasiia Krasina   | Ukrajna             | 1:15.46 |    |
| 15 | Agnieszka Rutkowska  | Lengyelország       | 1:15.53 |    |
| 16 | Anastasiya Vaskevich | Fehéroroszország    | 1:15.87 |    |

## Döntő
| H     | Név                  | Nemzet             | E       | Mj |
| ----- | -------------------- | ------------------ | ------- | -- |
| Arany | Hannah Brunzell      | Svédország         | 1:10.66 |    |
| Ezüst | Tina Celik           | Szlovénia          | 1:11.26 |    |
| Bronz | Katie Ann Robertson  | Egyesült Királyság | 1:11.45 |    |
| 4     | Ekaterina Mikhaylova | Oroszország        | 1:11.88 |    |
| 5     | Niamh Coyne          | Írország           | 1:12.70 |    |
| 5     | Emilia Flyckt        | Finnország         | 1:12.70 |    |
| 7     | Anna Fehlinger       | Németország        | 1:12.98 |    |
| 8     | Vanessa Cavagnoli    | Olaszország        | 1:13.43 |    |